# Bob Twiggs

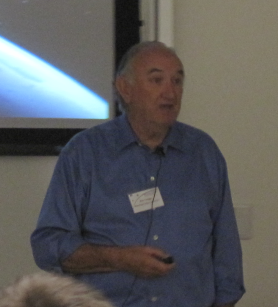
Bob Twiggs num workshop sobre CubeSats em Logan, Utah, em 2009.

Bob Twiggs é um professor emérito na Universidade Stanford 
responsável, em conjunto com Jordi Puig-Suari da California Polytechnic State University, pela invenção do desenho de referência dos satélites miniaturizados do tipo CubeSats
que se tornou um padrão para projeto e construção desse tipo de satélite.